# Scholastika Rivata
Scholastika Rivata vlastním jménem Voršila, italsky Orsola (12. července 1897 Guarene Itálie – 24. března 1987 Sanfrè Itálie) byla italská paulínka a první generální představená římskokatolické řeholní kongregace Sester učednic Božského Mistra.

## Život
Voršila Rivata se narodila 12. července 1897 ve městě Guarene v Itálii do chudé nábožensky založené rodiny. Důležitým mezníkem při výběru životní cesty pro ni byl návrh jejího otce, aby se už rozhodla vdát. Poprosila o čas na rozmyšlenou a odešla do kostela na mši. Když se vrátila, pronesla památnou větu: "Signore, solo Tu e basta !" (Pane, jen ty a hotovo !). Otec její rozhodnutí pro zasvěcený život přijal s respektem. Do kongregace Dcer sv. Pavla vstoupila 29. července 1922 a již 21. listopadu 1923 se připojila k novému společenství Sester učednic Božského Mistra. Dostala jméno Marie Scholastika. Hábit přijala z rukou zakladatele Jakuba Alberiona v den založení nové kongregace 25. března 1924. V roce 1935 byla vyslána do Egypta šířit Boží vůli. Do Itálie se vrátila v roce 1938.
Zemřela v pověsti svatosti. Její Kanonický proces blahořečení byl zahájen v Albě 13. března 1993.